# Bernard Lamitié
Bernard Lamitié (París, Francia, 27 de junio de 1946) es un atleta francés retirado especializado en la prueba de triple salto, en la que consiguió ser medallista de bronce europeo en pista cubierta en 1977.

## Carrera deportiva
En el Campeonato Europeo de Atletismo en Pista Cubierta de 1977 ganó la medalla de bronce en el triple salto, con un salto de 16.45 metros, siendo superado por los soviéticos Viktor Sanyeyev  y Jaak Uudmäe (plata con 16.46 metros).